# Kruiningergors
Kruiningergors (51° 55′ N, 4° 07′ L) é uma cidade dos Países Baixos, na província de Holanda do Sul. Kruiningergors pertence ao município de Westvoorne, e está situada a 9 km, a oeste de Maassluis.
A área de Kruiningergors, que também inclui as partes periféricas da cidade, bem como a zona rural circundante, tem uma população estimada em 160 habitantes.